# Obořice
Obořice je malá vesnice, část města Nasavrky v okrese Chrudim. Nachází se asi 1,5 km na východ od Nasavrk. V roce 2009 zde bylo evidováno 16 adres. V roce 2001 zde trvale žilo 10 obyvatel.
Obořice leží v katastrálním území Podlíšťany o výměře 3,24 km2.